# Клуб кавалера Глюка
Клуб кавалера Глюка — музыкальный ансамбль, возникший в Санкт-Петербурге в 1987 году. Автором проекта является композитор и поэт Евгений Пуссер. Идея названия родилась после прочтения новеллы Гофмана «Кавалер Глюк».
Ансамбль «Клуб Кавалера Глюка» исполнял песни Евгения Пуссера в его оригинальной аранжировке на небольших площадках в Санкт-Петербурге. Было несколько выступлений в Москве (фестиваль «Пробуждение» в зале «Россия» в 1990, фестиваль «Сырок» в Москве 1991), в Сыктывкаре и Перми. В 1989 году записан первый диск на фирме «Мелодия» под названием «Водяной пистолет» (звукорежиссер Александр Докшин). Через два года там же был записан второй диск группы «Господа играют в домино». Было издано 50 000 экземпляров виниловой пластинки, упакованной в красивый конверт. В оформлении обложки приняли участие несколько художников, в числе которых была Екатерина Герасимова и ее муж Никита Михайловский, а также Наталья Першина (Глюкля).